# José Guardiola y Ortiz
José Guardiola y Ortiz (Alicante, 19 de enero de 1872-13 de julio de 1946) fue un abogado y decano del Ilustre Colegio de la Abogacía de Alicante, político republicano y estudioso de la cocina alicantina, y de la biografía de Gabriel Miró. Como periodista fue director del periódico El Republicano. Fue miembro de la Real Academia de Bellas Artes de San Fernando y director de diversos centros culturales como la Comisión Provincial de Monumentos y el Ateneo de Alicante, así como presidente de la Caja de Ahorros de Alicante en 1918. Durante la Segunda República Española ejerció el cargo de gobernador civil de la provincia de Valladolid. Como jurista, durante el periodo de Guerra Civil Española defendió al falangista Agatángelo Soler Llorca que posteriormente fue alcalde de Alicante.
Finalizada la Guerra Civil, José Guardiola fue represaliado y expulsado del Colegio de Abogados el 6 de agosto de 1942. Posteriormente fue rehabilitado el día de su fallecimiento en 1946 colocándose su toga y birrete sobre el féretro.

## Obras
Su obra se centra en el estudio del escritor Gabriel Miró y la recopilación de recetas regionales típicas de la zona de levante:
- La Gastronomía alicantina (libro en el que él mismo se coloca en lugar del cocinero real de Felipe II, Francisco Martínez Montiño y describe las preparaciones culinarias de la provincia).
- Los Conduchos de Navidad (donde recopila recetas culinarias de la provincia.
- Platos de Guerra, publicado en Alicante  en 1938, y en el que escribe con el seudónimo de "Un cocinero en la retaguardia".

- Biografía íntima de Gabriel Miró, Alicante, 1935.

| Predecesor: Ramón Campos Puig | 11º Decano del Ilustre Colegio de la Abogacía de Alicante 1910-1925 | Sucesor: Ambrosio Luciañez Riesco |